# Pornsawan Porpramook
Pornsawan Porpramook (ur. 10 marca 1978 w Sa Kaeo) – tajski bokser, były zawodowy mistrz świata wagi słomkowej (do 105 funtów) organizacji WBA.
Karierę zawodową rozpoczął 20 września 2001. Do lipca 2011 stoczył 26 walk, z których wygrał 22. W tym czasie zdobył lokalne tytuły PABA (od 2001 do 2007) oraz przejściowy WBC Asian Boxin Council (2008) w kategorii słomkowej. Również w tym czasie czterokrotnie, nieskutecznie, starał się o tytuł mistrza świata. 30 września 2007 przegrał walkę z Filipińczykiem Donnie Nietesem o wakujący tytuł WBO. Dwukrotnie walczył o tytuł mistrza WBC z rodakiem Oleydongiem Sithsamerchaiem. Pierwszą walkę (27 listopada 2008) przegrał na punkty a drugą (3 września 2010) zremisował. W międzyczasie starał się o tytuł WBC w wadze junior muszej. 4 kwietnia 2009 przegrał przez TKO w 4r z Edgarem Sosą z Meksyku.
30 lipca 2011 w Dżakarcie (Indonezja) spotkał się z Indonezyjczykiem Muhammadem Rachmanem, mistrzem świata organizacji WBA w wadze słomkowej. Po bardzo wyrównanym pojedynku, niejednogłośną decyzją sędziów, został ogłoszony zwycięzcą i nowym mistrzem świata. Już w pierwszej obronie tytułu, 24 października, przegrał z Japończykiem Akirą Yaegashim przez techniczny nokaut w 10r i stracił pas.
Po czterech kolejnych zwycięstwach 31 grudnia 2012 otrzymał szansę odzyskania pasa WBA. O wakujący po rezygnacji Kazuto Ioki, następcy Yaegashiego, tytuł zmierzył się z Japończykiem Ryō Miyazakim. Przegrał po niejednogłośnej decyzji sędziów.